# Bruno Morando
Bruno Morando, né le 22 juin 1931 à Courbevoie (Hauts-de-Seine) et mort le 14 octobre 1995 à Paris, était un astronome français. Il a notamment été président de la Société astronomique de France, président de la Commission des Éphémérides de l’Union astronomique internationale et membre titulaire du Bureau des longitudes.

## Formation et activités de recherche
Après des études universitaires, Bruno Morando fut l'assistant d'André Danjon à la Sorbonne. En 1963, il rejoint le Service des Calculs et de Mécanique Céleste (aujourd’hui Institut de Mécanique Céleste et de Calcul des Ephémérides) du Bureau des longitudes où il travaille avec Jean Kovalevsky. Sa thèse de doctorat, soutenue en 1966, a pour titre Théorie planétaire générale semi-numérique. Application à Vesta. Il dirigea ce Service de 1971 à 1984, poursuivant ses recherches dans l’établissement des éphémérides astronomiques officielles et le développement de la mécanique céleste. Spécialiste de ce domaine, il a notamment travaillé sur la théorie des satellites de Jupiter, sur la précession des équinoxes ainsi que sur la théorie générale des satellites artificiels. Ses derniers travaux scientifiques portaient sur la réduction des données du satellite Hipparcos, notamment celles concernant les astéroïdes du système solaire.
Bruno Morando fut président de la Commission des Éphémérides de l’Union astronomique internationale de 1985 à 1988 et membre titulaire du Bureau des longitudes.

## Activités associatives et pédagogiques
Très impliqué dans la diffusion de l’astronomie, il fut président de la Société Astronomique de France de 1976 à 1979 et rédacteur en chef de la revue L'Astronomie.
En 1977, il initia sous la direction de Yvon Dargery, secrétaire général de l’Association Française d’Astronomie et avec Olivier Las Vergnas les camps d'astronomie d'été pour jeunes à Chamaloc, près de Die (Drôme) 

## Œuvres
- (avec Jacques Merleau-Ponty) Les trois étapes de la cosmologie, Robert Laffont, 1971.
- Mouvement d’un satellite artificiel de la Terre, Gordon and Breach, 1974.
- (en) The golden age of celestial mechanics – Three centuries of lunar and planetary ephemerides and tables, General History of Astronomy, vol. 2B, Cambridge University Press, 1995.
- (avec Denis Savoie) « Étude de la théorie du Soleil des Tables Pruténiques », Revue d'Histoire des Sciences, vol. 49, nos 49-4,‎ 1996, p. 543-567 (DOI 10.3406/rhs.1996.1268, lire en ligne)
- (avec J.-L. Simon, M. Chapront-Touzé et W. Thuillot) Introduction aux éphémérides astronomiques, EDP Sciences, 1998.

## Distinctions
- Bruno Morando était commandeur des Palmes académiques.
- L'astéroïde (5702) Morando porte son nom, en l'honneur de ses travaux en mécanique céleste.